# Cupriavidus campinensis
Cupriavidus campinensis es una especie de  bacteria gramnegativa del género Cupriavidus y de la familia Burkholderiaceae qué fue aislada en el noreste de Bélgica.  Se encontró que las especies de C. campinensis  son altamente resistentes a metales pesados y antibióticos, debido a su potencial genómico